# 蒂鲁纳加尔
蒂鲁纳加尔（Thirunagar），是印度泰米尔纳德邦Madurai县的一个城镇。总人口15549（2001年）。

## 人口
该地2001年总人口15549人，其中男性7640人，女性7909人；0—6岁人口1174人，其中男629人，女545人；识字率86.60%，其中男性为88.61%，女性为84.65%。